# ستورامان پنچاناتان
ستورامان پنچاناتان (انگلیسی: Sethuraman Panchanathan؛ زادهٔ ۲۴ ژوئن ۱۹۶۱) دانشمند در زمینه است.
وی مدیر بنیاد ملی علوم است.